# Stå upp
Stå upp var ett svenskt humoristiskt TV-program från 2007 som leddes av Thomas Järvheden och producerades av Blu. 
Järvheden blandade ståuppkomik och historier från verkligheten. 
Pinsamma och roliga historier som människor skickat in till programmet, som sen gallrades ut och personen historien handlar om lurades till TV-studion. 
Om denne ställde sig upp när historien berättades av Järvheden belönades de med en present som var relaterad till berättelsen. 
Första programmet sändes på SVT1 31 oktober 2007.